# Ladíme 2
Ladíme 2 je americká hudební komedie režisérky Elizabeth Banks a scenáristky Kay Cannonové. Premiéra proběhla 15. května 2015 ve Spojených státech a o den dříve snímek přišel do českých kin . Film je sequelem filmu z roku 2012 Ladíme!. Hlavní role ztvárnili Anna Kendrick, Skylar Astin, Rebel Wilson a Brittany Snow.

## Děj
Barden Bellas byly poctěny možností zazpívat pro prezidenta, bohužel kvůli nepředvídatelné nehodě tlusté Amy se pořádně ztrapní a děkan Bardenské univerzity jim spolu s Gail a jejím kolegou zakáže vystupovat. Dá jim však poslední, byť téměř nereálnou šanci odčinit svůj prohřešek - reprezentovat Ameriku na Světovém šampionátu a capella sborů, ale bude jim odpuštěno jedině když zvítězí.
Mezi formy potrestání patří také zrušení jejich turné, lépe řečeno předání jinému sboru, a to Das Sound Machine, německým šampionům.
Bellas se s nimi několikrát setkávají, pokaždé je DSM zahrnují urážkami a ony odcházejí poraženy. Nakonec, když už si neví rady, domluví si soustředění, na kterém doufají najít svůj sound. Jejich 'trenérkou' na následující soustředění není nikdo jiný, než jejich bývalá členka, Aubrey Posenová. Dostávají od ní pořádně do těla i do hlasu, ale najdou vzájemné porozumění a jejich šance na výhru se díky tomu zvýší.
Finále šampionátu se koná v Kodani, kam je doprovází i Jesse a Benji, kteří věří ve vítězství Ameriky. A nemýlí se. Bellas předvedou životní výkon, který jim získá celé publikum, porotu a nakonec i pohár. A celé to samozřejmě komentují naši známí a capella odborníci, Gail a John.

## Obsazení
| Anna Kendrick        | Beca Mitchell           |
| Skylar Astin         | Jesse Swanson           |
| Rebel Wilson         | Patricia "Tlustá Amy"   |
| Brittany Snow        | Chloe Beale             |
| Ester Dean           | Cynthia Rose Adams      |
| Alexis Knapp         | Stacie Conrad           |
| Hana Mae Lee         | Lily Okanakam           |
| Adam DeVine          | Bumper Allen            |
| Anna Camp            | Aubrey Posen            |
| Ben Platt            | Benji Applebaum         |
| Kelley Jakie         | Jessica                 |
| Chrissie Fit         | Flo                     |
| Hailee Steinfeld     | Emily                   |
| Katey Sagal          | Matka Emily             |
| Elizabeth Banks      | Gail Abernathy-McKadden |
| John Michael Higgins | John Smith              |
| Freddie Stroma       | Luke                    |
| C. J. Perry          | Legendární Bella        |

## Produkce
V prosinci 2012 Skylar Astin oznámil, že on a Rebel Wilson měli schůzku v Universal Studios o potenciálním sequelu. V dubnu 2014 bylo potvrzeno, že pokračování bude mít premiéru v roce 2015. Elizabeth Banks bude film režírovat a Kay Cannon se vrátí jako scenárista.

### Obsazení
Před dubnem roku 2014 bylo oznámeno, že Anna Kendrick, Rebel Wilson a Brittany Snow se vrátí do druhého dílu. 24. dubna bylo oznámeno obsazení Chrissie Fit a 1. května obsazení Hailee Steinfeld, která bude hrát novou členku Barden Bellas, Emily. 5. května bylo oznámeno, že Adam DeVine si znovu zopakuje svou roli Bumpera. 14. května se k obsazení přidala Katey Sagal, jako matka Emily. Na konci května se k obsazení přidala Flula Borg a v červnu Christopher Shepard. V červnu bylo oznámeno, že skupina Pentatonix si zahraje ve filmu roli konkurenční skupiny. V červenci se k obsazení přidala Birgitte Hjort Sørensen.

### Natáčení
Dne 21. května 2014 se natáčelo na státní univerzitě v Louisianě na kampusu v Baton Rouge.

### Hudba
Dne 3. prosince 2014 bylo oznámeno, že Mark Mothersbaugh byl najatý na skládání hudby pro film.